# Stefan Seweryn Udziela

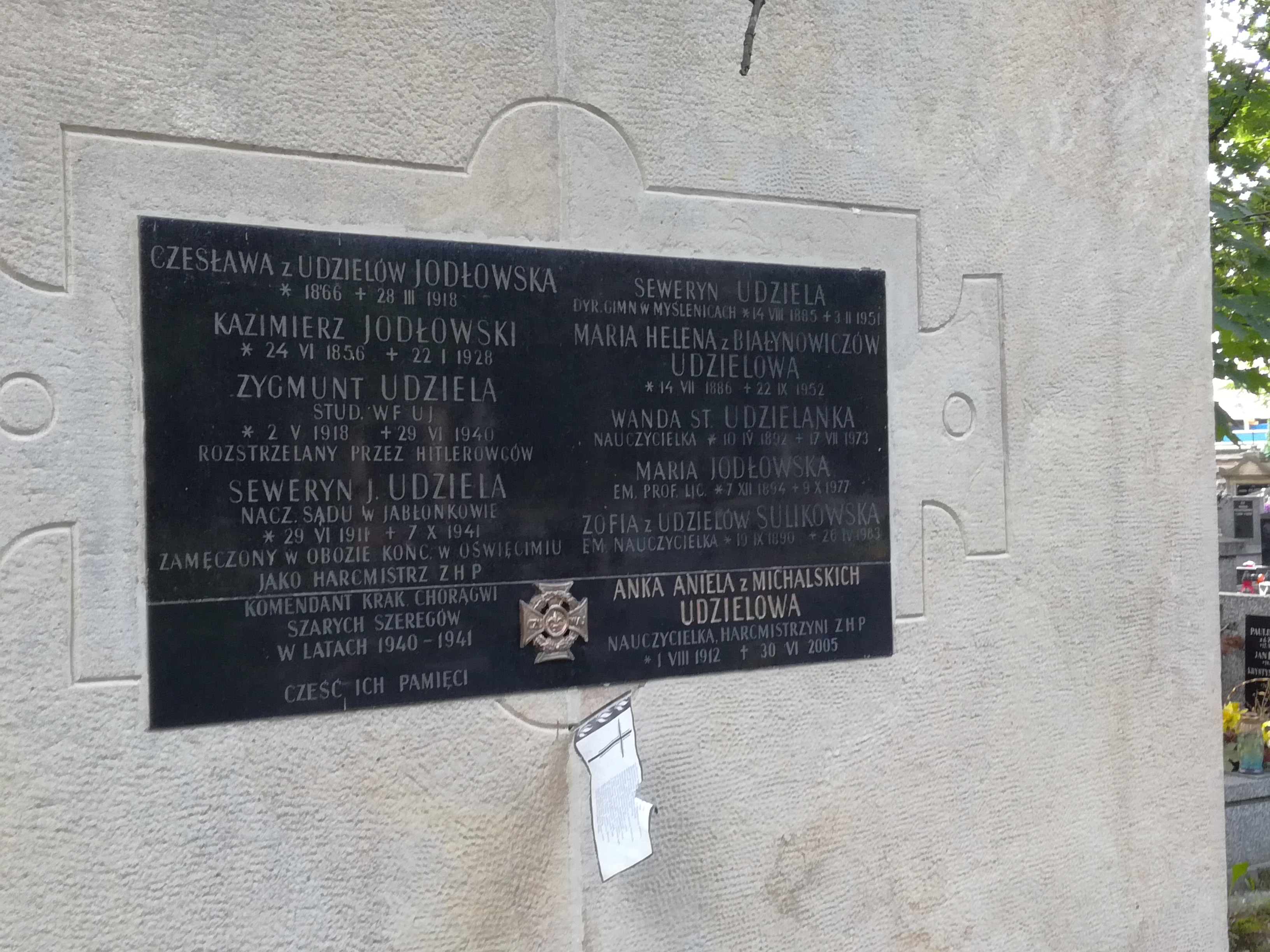
Tablica na grobowcu Udzielów na Cmentarzu Rakowickim

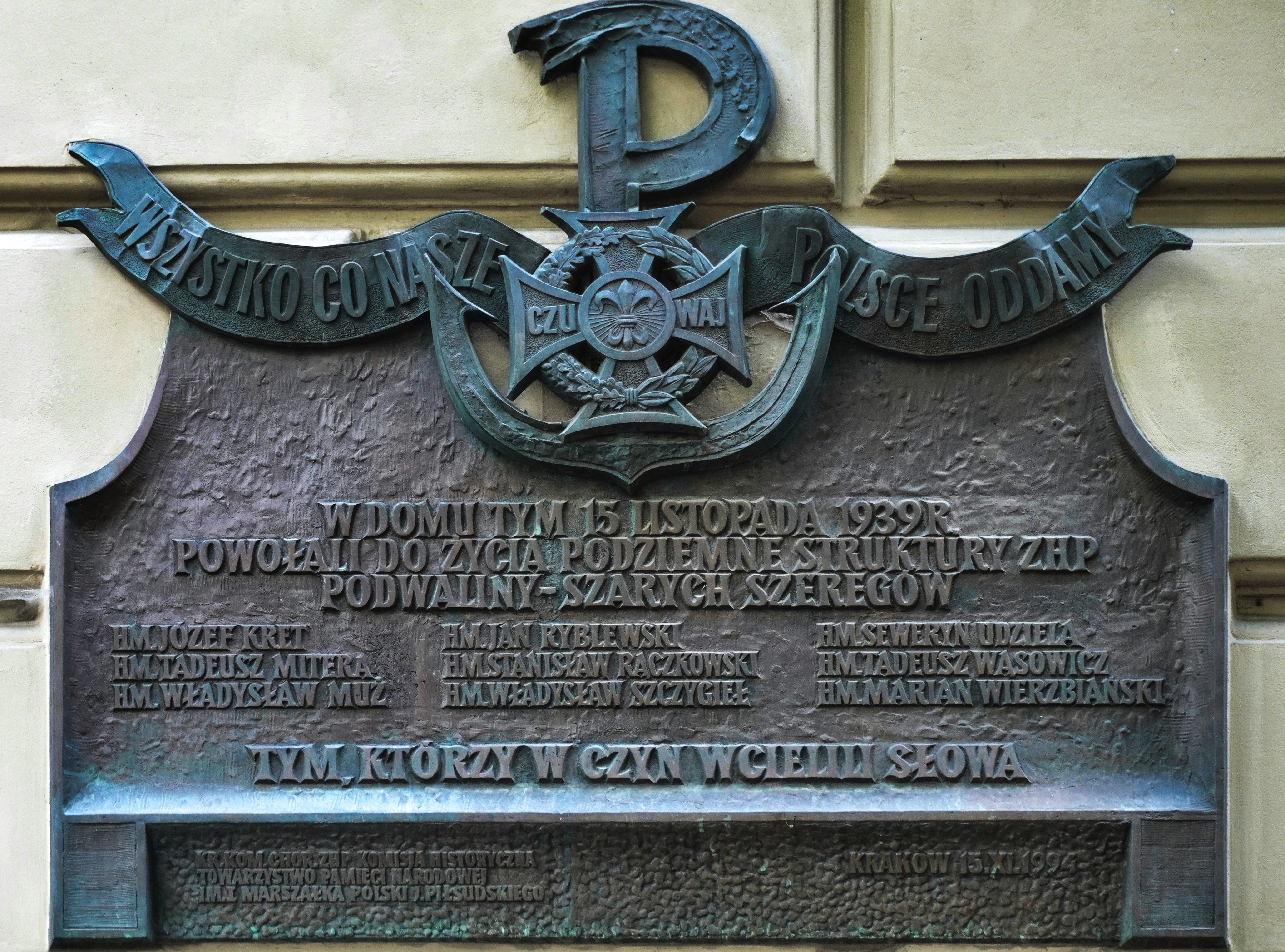
Tablica pamiątkowa przy ul. Szlak 21 w Krakowie

Seweryn Jan Kazimierz Udziela ps. „Jus”, „Lubicz”, „Stefan” „Kret” (ur. 19 czerwca 1911 w Krakowie, zm. 7 października 1941 w KL Auschwitz) – działacz harcerski. 

## Życiorys
Był synem Seweryna nauczyciela fizyki i Heleny z domu Białyhowicz. Jego dziadek Seweryn był etnografem i twórcą Muzeum Etnograficznego w Krakowie. Szkołę powszechną i gimnazjum  ukończył w Jarocinie, dokąd przeprowadzili się jego rodzice. Po zdaniu matury wyjechał do Krakowa i podjął w 1928 studia na Wydziale Prawa Uniwersytetu Jagiellońskiego. Mieszkał wówczas u swego dziadka przy ul. Lwowskiej. Z działalnością harcerską zetknął się w 1921 w okresie studiów w Krakowie należał  do Akademickiego Kręgu Starszego Harcerstwa „Watra”. W 1932 pełnił funkcję Kierownika Wydziału Osobowego Komendy Chorągwi Męskiej w Krakowie. Od 12 września 1932 do 20 września 1933 podczas służby wojskowej w 20 pułku piechoty, był słuchaczem Szkoły Podchorążych, służbę zakończył z wyróżnieniem, składając przysięgę wojskową na Wawelu. Po zakończeniu w 1932 studiów rozpoczął aplikanturę sądową w Cieszynie (1933-1936) i w związku z tym przeniesiono go do Chorągwi Śląskiej ZHP, gdzie pracował w Komendzie Hufca Harcerzy. W latach 1936–1938 pracował jako sędzia w Mikołowie, w 1938 został Naczelnikiem Sądu Grodzkiego w Jabłonkowie na Zaolziu. 12 sierpnia 1939 został zmobilizowany, brał udział w kampanii wrześniowej jako porucznik 4 Pułku Strzelców Podhalańskich. Dostał się do niewoli został osadzony w Pińczowie skąd miał uciec i przedostać się do Krakowa. Pracował w biurze PCK. Od czerwca 1940 do kwietnia 1941 był komendantem Chorągwi Krakowskiej Szarych Szeregów (kryptonim „Ul Smok”). W kwietniu 1941 roku aresztowany osadzony go w więzieniu Montelupich, a następnie wywieziony do Rzeszowa i osadzony w zamku Lubomirskich. 12 sierpnia 1941 przetransportowano go z rzeszowskiego więzienia do KL Auschwitz gdzie otrzymał 20975. Zginął w obozie 7 października 1941. Wiadomość o jego śmierci rodzina otrzymała telegramem w październiku 1941. Odznaczony pośmiertnie Medalem Wojska i Krzyżem Armii Krajowej. Od 1936 był żonaty z Anną z d. Michalską, miał córkę Barbarę.